# Wahlenbergieae
Wahlenbergieae je tribus zvončikovki, dio potporodice Campanuloideae. Sastoji se od 16 rodova, od kojih je tipičan valenbergija (Wahlenbergia) sa 270 vrsta od kojih su poznatije narodni zvončić (W. multicaulis), kraljevski zvončić (W. gloriosa) i  australski zvončić (W. stricta).

## Rodovi
1. Feeria Buser (1 sp.)
2. Hesperocodon Eddie & Cupido (1 sp.)
3. Wahlenbergia Roth (270 spp.)
4. Nesocodon Thulin (1 sp.)
5. Heterochaenia A. DC. (4 spp.)
6. Berenice Tul. (1 sp.)
7. Microcodon A. DC. (4 spp.)
8. Craterocapsa Hilliard & B. L. Burtt (5 spp.)
9. Namacodon Thulin (1 sp.)
10. Theilera E. Phillips (2 spp.)
11. Gunillaea Thulin (2 spp.)
12. Prismatocarpus L´Hér. (29 spp.)
13. Kericodon Cupido (1 sp.)
14. Roella L. (22 spp.)
15. Merciera A. DC. (6 spp.)
16. Treichelia Vatke (2 spp.)